# Canelazo

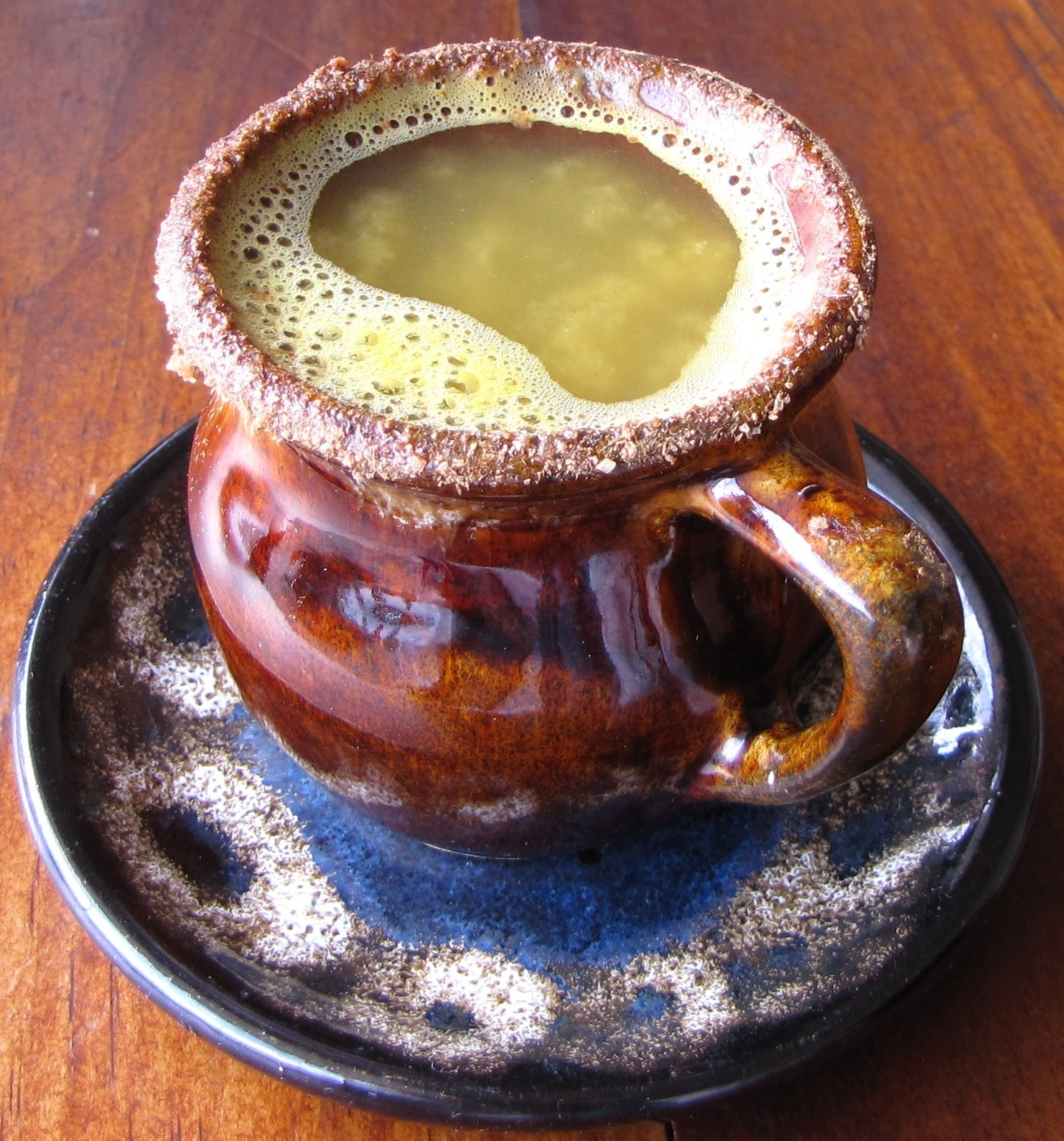
Canelazo colombiano

Il canelazo è una bevanda alcolica calda consumata negli altopiani andini di Ecuador, Colombia, Perù e Argentina settentrionale. 

## In Ecuador e Colombia
Consiste di aguardiente (alcol di canna da zucchero), zucchero o panela e agua de canela (acqua bollita con cannella). Il canelazo è fatto tradizionalmente con aguardiente fatto in casa, ma si usa anche alcol imbottigliato. Ci sono molte varianti della ricetta. È fatto spesso con succo di frutta (tipicamente succo di naranjilla, di mora o di maracuyá). A volte si aggiungono chiodi di garofano o si tralascia l'alcol.
Le origini della bevanda sono sconosciute, ma essa si consuma da molto tempo nelle Ande. In Ecuador, è venduta spesso dai venditori ambulanti durante le feste. È particolarmente popolare durante il Natale. Nel 2005, un'azienda cominciò a imbottigliare il canelazo senza alcol per l'esportazione.

## In Perù
Il canelazo si consuma negli altopiani settentrionali del Perù, specificamente intorno ad Ayabaca nella Piura. Consiste di aguardiente con zucchero (o chancaca) e cannella bollito in acqua; si può anche aggiungere limone e chicha de jora.